# Hawaiian Super Prix
Der Hawaiianische Super Prix (offiziell Hawaiian Super Prix) war ein geplanter Autorennsportanlass auf der Insel Oahu, in der Nähe von Honolulu (USA).

## Hintergrund
Die CART-Serie 1999 plante ihren Saisonabschluss auf einer neuen, temporär angelegten Rennstrecke zu fahren. Der Event am Flughafen Kalaeloa sollte ein Einladungsrennen werden und hätte nicht zur Meisterschaft gezählt. Ein Meisterschaftslauf war ebenfalls schon geplant für die CART-Serie 2000. Das Preisgeld legte man auf total 10 Millionen US-Dollar fest, 5 Millionen davon war für den Sieger reserviert.
Der Promotor des geplanten Rennens war überzeugt, dass eine größere Rennsport-Serie, trotz des abgelegenen Austragungsortes, zu vermarkten sei auf Hawaii. Da die CART-Serie bereits im pazifischen Raum Rennen in Australien und Japan austrug mit Erfolg, rechnete man mit gegen 100.000 Zuschauer, 20.000 vom Festland. Den touristischen Umsatz errechnete man auf rund 80 Millionen US-Dollar. So konnte man davon ausgehen, dass die Politik und die Wirtschaft die Veranstaltung unterstützen wird. Bei der Medien-Konferenz am 25. Februar 1999 nannte man den 13. November als erstes Austragungsdatum für den Hawaiian Super Prix. Ein Dreijahresvertrag besiegelte die Zusammenarbeit des Staates Hawaii, des Promotors und der CART-Serie.

## Die Rennstrecke
Der Kurs am Flughafen Kalaeloa beim Naval Air Station Barbers Point war gemäß Planungen 1,8 Meilen (2,897 km) lang. Die Strecke sollte 10 Kurven beinhalten inklusive zwei 90 Grad-Wendungen. Die Rennstrecke erinnerte an die Flughafen-Piste von Cleveland. Die Boxen und zwei Tribünen zu je 50.000 Zuschauern waren als feste Bauten bereits in Arbeit, der Rest der Strecke sollte auf den Rollfeldern des Flughafens temporär eingerichtet werden.

## Die Teilnehmer
Eine endgültige Teilnehmerliste war nie veröffentlicht worden. Gemäß dem Veranstalter sollte es aber um Autorennsport-Größen wie Michael Andretti, Juan Pablo Montoya, Paul Tracy oder Gil de Ferran gehandelt haben. Weitere Rennfahrer wie Jacques Villeneuve, Al Unser jr. und Alex Zanardi wurden ebenfalls genannt.

## Das Rennen
Die Veranstaltung war auf drei Tage angesetzt, die Trainings waren für Donnerstag und Freitag, das Rennen für Samstag geplant. Die Rennzeit sollte zwei Mal 60 Minuten dauern mit einer einstündigen Pause dazwischen. Der Fahrer, der in den beiden Läufen zusammen am meisten Punkte sammelt, gewinnt die Veranstaltung.
Die Pausenplanung beinhaltete eine Flugshow, Wettbewerbe und ein Gewinnspiel, bei dem es eine Million US-Dollar zu gewinnen gibt. Auch Musikkonzerte sollten am Freitag und Samstag stattfinden.

## Die Absage
Nach der Medien-Konferenz vom 25. Februar 1999 waren Branchenexperten eher skeptisch, ob eine solch große Ausrichtung Erfolg haben kann in dieser doch sehr kurzen Vorbereitungszeit. Die potenziellen Werber hatten ihre Budgets für das laufende Jahr bereits verplant. Als die Sponsorengelder ausblieben, begann die Skepsis gegenüber dem Rennen zu wachsen. Das Marketing für die Veranstaltung ging nur sehr schleppend voran.
Ein weiteres Problem stellte die Fernsehübertragung dar, da die Kanäle von ESPN und ABC zu dieser Zeit mit anderen Sportarten besetzt waren. Die Bedenken wuchsen weiter, als man das Rennen nur noch im Pay-TV anbot. Später fand man mit Speedvision immerhin einen Sportkanal als Partner. Außerdem fand am Renntag der Boxkampf zwischen Evander Holyfield und Lennox Lewis in Las Vegas statt, ein Zuschauermagnet.
Wegen eines großen Streiks im Transportwesen gab es dann auch noch Verzögerungen bei der Lieferung der Begrenzungszäune, Tribünenteilen und anderen benötigten Materialien. Es war nicht einmal mehr sicher, ob die Teams pünktlich anreisen können.
Die Ticketverkäufe blieben mit 20.000 abgesetzten Karten weit unter den Erwartungen. Nachdem Bankgarantien gekündigt wurden, teilten die Veranstalter CART mit, dass sie den finanziellen Pflichten ihnen gegenüber nicht mehr nachkommen könne. Am 19. Oktober 1999 sagten die Promoter das Rennen ab und auch für die kommenden Jahre wurde das Projekt nicht mehr weiterverfolgt.